# Kościół św. Katarzyny w Przeworsku
Kościół Świętej Katarzyny – kościół, który znajdował się w Przeworsku przy tzw. Małym Rynku (plac Świętej Katarzyny później plac Adama Mickiewicza). Rozebrany w 1793 roku.

## Historia
W XIII lub XIV wieku powstał w Przeworsku łaciński ośrodek misyjny biskupów lubuskich wraz z kościołem Świętej Katarzyny. Po 1375 (utworzenie odrębnej organizacji kościelnej na Rusi, podporządkowanej biskupowi przemyskiemu) zaistniała konieczność uregulowania uprawnień dawnego kościoła misyjnego. Kościół św. Katarzyny podlegał nadal biskupstwu lubuskiemu – biskup lubuski Jan w przywilejach wydanych dla parafii przeworskiej w 1393 określa świątynię jako approppiato nostro Lubucensi Dioecesis. Na prośbę przeora przeworskich bożogrobców biskup lubuski zrzekł się praw do jurysdykcji i dziesięcin związanych ze świątynią na rzecz klasztoru. Stan ten zatwierdził 1344 biskup przemyski Maciej. Do czasu wybudowania nowego kościoła farnego (1473) pełnił funkcje kościoła parafialnego. W 1458 prawo patronatu nad kościołem otrzymali Spytko i Rafał Tarnowscy. Zachował się opis kościoła sporządzony po wizytacji bpa W. H. Sierakowskiego w 1744. Kościół św. Katarzyny został rozebrany przez władze austriackie w 1793. Plac, na którym stała świątynia, został przeznaczony na targowisko zwierzęce. 

## Architektura i wnętrze
Zachował się opis kościoła sporządzony po wizytacji bpa W. H. Sierakowskiego w 1744. Obiekt otaczał cmentarz. Kościół św. Katarzyny był budowlą murowaną, wewnątrz wytynkowany, świeżo wybielony (...) gontem kryty. Główny ołtarz struktura staroświecka, czarno malowany, miejscami wyzłocony. W centralnej części ołtarza znajdował się obraz świętej Katarzyny, po bokach figury św. Apolonii i św. Barbary. Obok ołtarza umiejscowiona była ambona drewniana, struktura staroświecka, bez wierzchu. Boczny ołtarz biało malowany poświęcono Matce Bożej Częstochowskiej, w zwieńczeniu znajdował się wizerunek świętej Cecylii. Drugi ołtarz boczny szaro malowany zawierał obraz świętego Sebastiana.